# Kanadas administrativa indelning

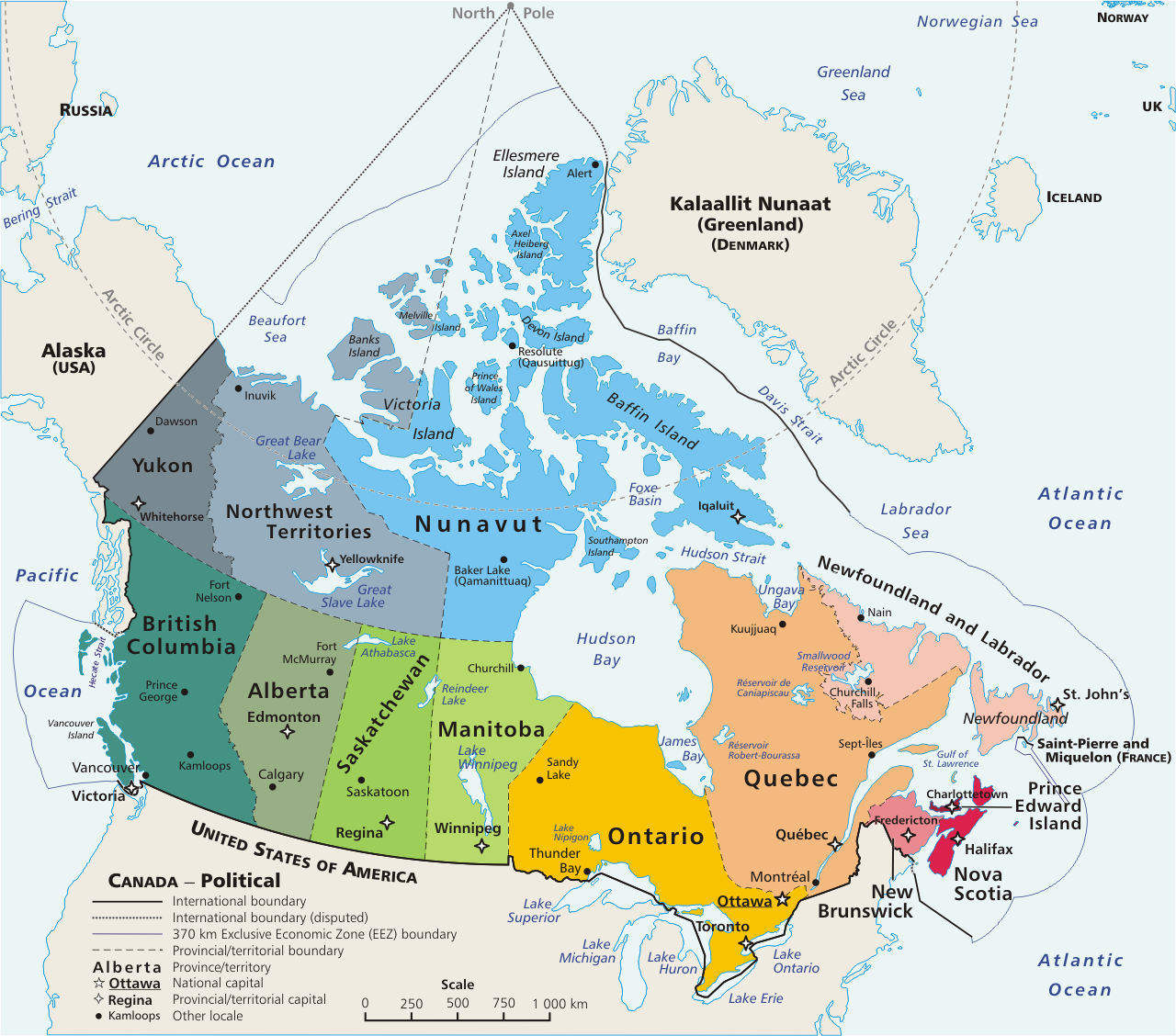
Kanadas provinser

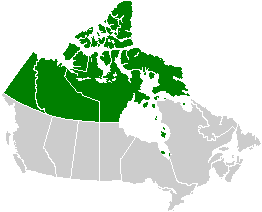
Kanadas provinser (grått) och territorier (grönt).

Kanada är indelat i 10 provinser och 3 territorier. De tio provinserna har något högre grad av självstyre än de tre territorierna. Var och en av provinserna har en viceguvernör (som representerar monarken), samt en egen regering som utses av viceguvernören på grundval av styrkeförhållanden i den lagstiftande församlingen. Provinserna bestämmer själva till stor del över sådant som sjukvård och utbildning med mera. Kanada är ett av världens mest decentraliserade länder.
På svenska brukar provinserna och territorierna benämnas med sina engelska namn, men det finns även vissa mer eller mindre vanligt förekommande svenska namn. I uppräkningen nedan anges dessa alternativa svenska namn, samt de officiella namnen på franska.

## Provinser
| Svenskt namn              | Engelskt namn             | Franskt namn            |
| ------------------------- | ------------------------- | ----------------------- |
| Newfoundland och Labrador | Newfoundland and Labrador | Terre-Neuve-et-Labrador |
| Nova Scotia               | Nova Scotia               | Nouvelle-Écosse         |
| Prins Edwards ö           | Prince Edward Island      | Île-du-Prince-Édouard   |
| New Brunswick             | New Brunswick             | Nouveau-Brunswick       |
| Québec                    | Quebec                    | Québec                  |
| Ontario                   | Ontario                   | Ontario                 |
| Manitoba                  | Manitoba                  | Manitoba                |
| Saskatchewan              | Saskatchewan              | Saskatchewan            |
| Alberta                   | Alberta                   | Alberta                 |
| Brittiska Columbia        | British Columbia          | Colombie-Britannique    |

## Territorier
Territorierna är glesbefolkade och styrs formellt sett direkt av den federala regeringen. Skillnaden mellan provinserna och territorierna är dock i praktiken liten eftersom även territorierna har stort självstyre.
| Svenskt namn          | Engelskt namn         | Franskt namn              |
| --------------------- | --------------------- | ------------------------- |
| Yukon                 | Yukon                 | Yukon                     |
| Nordvästterritorierna | Northwest Territories | Territoires du Nord-Ouest |
| Nunavut               | Nunavut               | Nunavut                   |

## Lokalt självstyre
Hur det lokala självstyret är organiserat bestäms självständigt av respektive provins.

### Ontario
Ontarios självstyre organiseras främst med hjälp av kommuner. Över 80 procent av provinsen utgörs också av kommunfria områden. Dessa områden är dock extremt glesbebyggda, och inkluderar bara någon enstaka procent av hela provinsens befolkning.
Enligt Ontarios kommunallagar finns det tre huvudtyper av kommuner, lower tier municipalities, upper tier municipalities och single tier municipalities. En single tier municipality är i sitt område den enda enheten som förser medborgarna med kommunal service. I övriga kommuner får medborgarna kommunal service från både en lower tier municipality och en upper tier municipality. Ansvarsfördelningen mellan primärkommunen och sekundärkommunen varierar mellan olika kommuner. Sekundärkommuner finns av tre typer, Regional Municipalities, Counties och United counties. Skillnaden mellan dessa är att en Regional Municipality har fler ansvarsområden än ett county. 
Single tier municipalities och lower tier municipalities finns sedan i fem olika typer, cities, towns, townships, villages och municipalities. Rent praktiskt finns det idag ingen skillnad mellan dessa fem typer. Den största kommunen är Toronto med över 2,7 miljoner invånare och den minsta är Cockburn Island med färre än 10 åretruntboende.
Ur folkräkningssynpunkt är Ontario indelat i 49 folkräkningsområden. Dessa överensstämmer ibland med ovanstående kommunindelning, men för ett county kan det tillkomma en självständig stad för att fylla upp ett folkräkningsområde. I de stora kommunfria områdena i norr är provinsen indelad i distrikt som helt saknar kommunala funktioner. 
Observera att namnet på en kommun inte alltid överensstämmer med vilken status kommunen har. Prince Edward County är till exempel en single tier city, inte ett county.

### Québec
Sedan 1966 är den kanadensiska provinsen Québec indelad i administrativa regioner, sedan 1999 17 stycken. Förutom den administrativa indelningen finns också en traditionell indelning i 20 regioner.
Municipalité régionale de comté (MRC, på engelska regional county municipality) är en typ av sekundärkommun i provinsen. Begreppet infördes 1979 för att ersätta Québecs countyn, och de flesta bildades i början av 1980-talet. Det finns 87 municipalités régionales de comté i Québec, samt 14 större städer, 3 territorier, ett antal indianreservat och kommunen Notre-Dame-des-Anges som står utanför indelningen.